# Катарина (ураган)
Ураган «Катарина» (Furacão Catarina) — название, которое получил южноатлантический тропический циклон, который прошёл у юго-восточного побережья республики Бразилия во второй половине марта 2004 года.
Это был единственный официально зарегистрированный циклон ураганной силы в южной части Атлантики, где крайне редко возникают благоприятные для подобного рода явлений погодные условия.

## Характеристики
Циклон сформировался из стационарной депрессии с холодным ядром, которая 12 марта образовалась над континентом, а затем сдвинулась к востоку в открытое море. Через неделю, 19 марта, циклон затормозил и повернул обратно на запад. 22 марта в центре образовалась зона ярко выраженного низкого давления. Благодаря безветреной погоде и высокой температуре воды, система превратилась в субтропический циклон 24 марта, а 25 — в тропический циклон. 26 марта скор. ветра дост. 70 узлов (120 км/ч) (категория 1 ураганной силы). К этому времени СМИ окрестили его Катарина, поскольку официальной системы наименования ураганов в Бразилии, где их практически нет, не существует. Катарина стала первым циклоном ураганной силы в Южной Атлантике. 28 марта скорость порывов ветра достигла 90 узлов (155 км/ч). В тот же день циклон обрушился на побережья у города Торриш. Над сушей циклон быстро ослабел в течение одного дня, хотя и успел причинить значимый ущерб.

## Ущерб
Благодаря массовой предварительной эвакуации, лишь 3 человека погибли и 75 были ранены. Тем не менее, циклон разрушил 1,5 тысячи домов и повредил ещё 40 тысяч, в районе было уничтожено 85 % банановых насаждений и 40 % рисовых полей. В ценах 2004 года ущерб составил свыше 10,5 миллиарда рублей (350 миллионов долларов США).